# ديفيد لويد جونز
ديفيد لويد جونز (بالإنجليزية: David Lloyd Jones)‏ هو مهندس معماري بريطاني، ولد في 1942، وتوفي في 1997.